# 근육피부신경
근육피부신경(musculocutaneous nerve) 또는 근피신경(筋皮神經)은 큰가슴근의 아래쪽 경계 반대편에 위치한 팔신경얼기의 가쪽다발에서 시작된다. 섬유 성분은 C5, C6, C7에서 유래한다.

## 구조

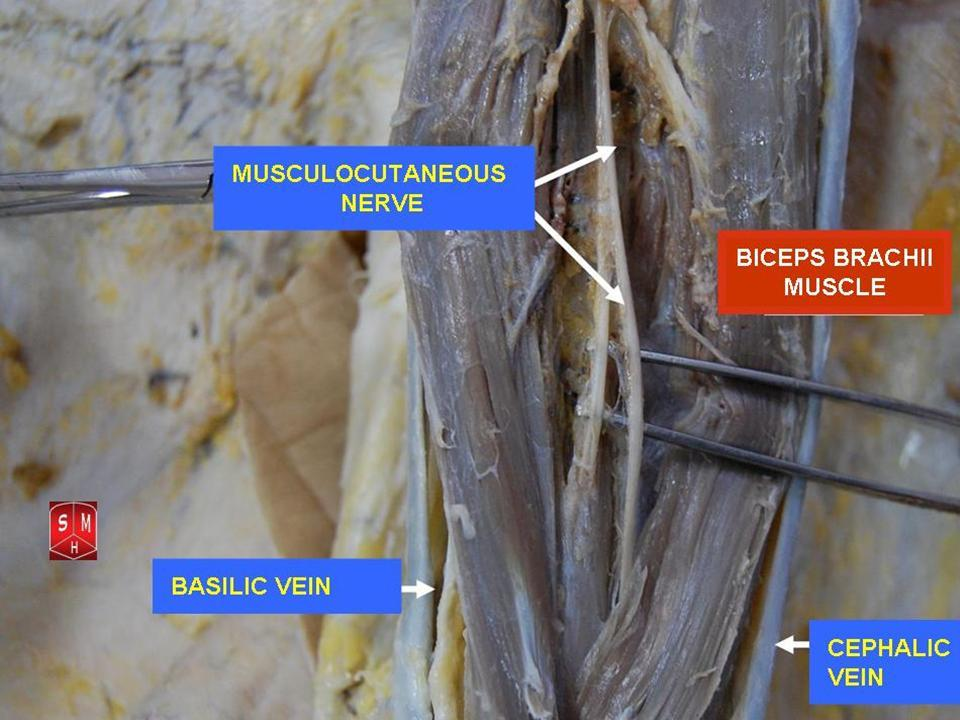
얕은 곳 해부에서 근육피부신경.

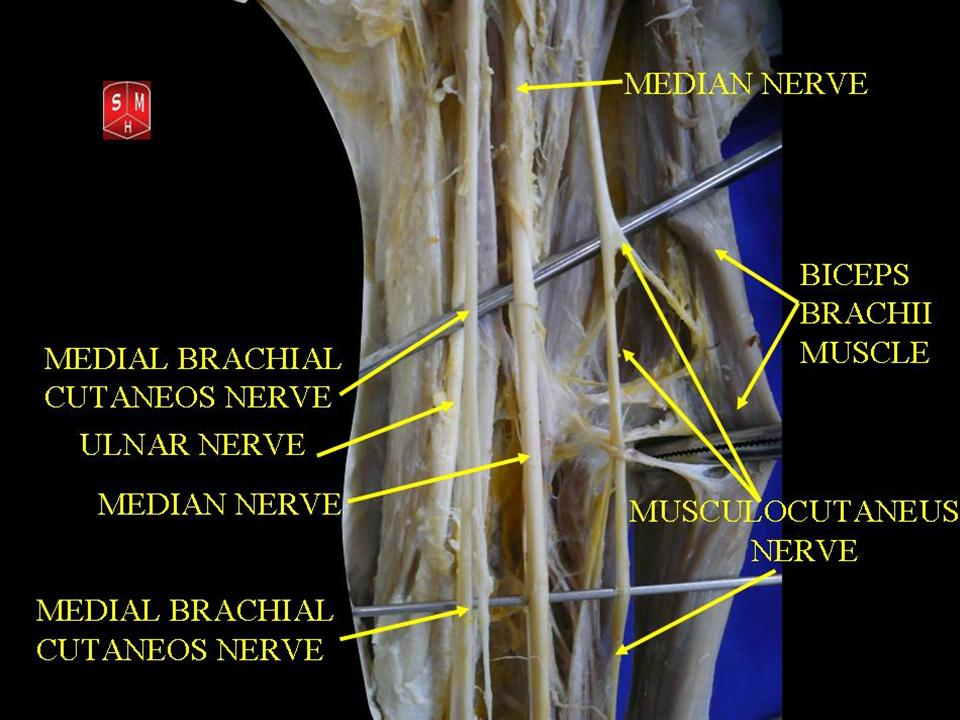
깊은 곳 해부로 드러난 근육피부신경.

근육피부신경은 팔신경얼기의 가쪽다발에서 시작하여 팔의 앞쪽 부분을 따라 주행하고, 팔꿈치의 2cm 위에서 가쪽아래팔피부신경으로 끝난다.
시작할 때는 척수신경 C5-C7의 뿌리를 포함하고 있다. 그 후 겨드랑동맥 셋째 부분(작은가슴근보다 먼쪽의 겨드랑동맥 일부)의 가쪽에서 아래로 주행하고 위팔의 앞쪽으로 들어온다. 이때 부리위팔근을 관통한다. 관통한 뒤에는 위팔두갈래근(위쪽)과 위팔근(아래쪽) 사이에서 아래로 내려가고, 위팔의 가쪽 측면에 이른다. 팔꿈치 2cm 위에서는 위팔두갈래근 힘줄 가쪽에서 아래팔근막을 뚫고 나와 아래팔에서는 가쪽아래팔피부신경으로 계속된다.
주행 중 근육피부신경은 부리위팔근, 위팔근, 위팔두갈래근에 분포한다. 종말가지인 가쪽아래팔피부신경은 팔꿈치에서 손목에 이르는 아래팔 가쪽 영역의 감각을 전달한다. 한편 근육피부신경은 팔꿉관절과 위팔뼈로 관절가지들을 낸다.

### 변이
근육피부신경에서는 여러 변이가 나타나며 정중신경과 교통하기도 한다.
1. 부리위팔근을 관통하는 대신 위팔두갈래근 아래로 지나갈 수 있다.
2. 정중신경의 섬유 일부가 근육피부신경을 통해 주행하다가 갈라져 나와 정중신경으로 합류할 수 있다. 반대의 경우는 덜 발생하며, 정중신경은 근육피부신경으로 합류하는 가지를 낸다.[4]
3. 부리위팔근 아래쪽으로 주행하거나 위팔두갈래근을 뚫고 주행할 수 있다.
4. 가끔 원엎침근으로 미세섬유를 내며, 노신경 얕은가지가 없을 경우 엄지의 손등쪽 표면에 분포한다.

## 손상
근육피부신경의 손상은 반복적인 미세외상, 직접적인 외상, 간접적인 외상의 세 가지 방식을 통해 일어난다. 부리위팔근, 위팔두갈래근, 위팔근을 과도하게 사용하면 근육피부신경이 신장되거나 눌릴 수 있다. 이런 환자들의 경우 아래팔 가쪽 측면의 통증, 저림, 감각 감소 등을 일으킨다. 이런 증상들은 부리돌기 아래쪽 부위를 누르면 다시 나타나며 이를 티넬 징후 양성이라고 한다. 또한 저항에 맞서 팔을 굽혀도 통증이 일어날 수 있다. 근육피부신경 마비의 증상과 비슷한 증상을 보이는 다른 질환으로는 C6 신경근병증(목을 움직일 때 아플 수 있음), 위팔두갈래근 긴갈래 힘줄병증(운동이나 감각 기능의 결함은 없음), 두갈래근고랑의 통증(어깨관절 주사를 통해 완화) 등이 있다. 근전도 검사를 통해 위팔두갈래근과 위팔근에 약간의 신경 손상이 생겨 에르브점을 통한 운동과 감각 전도가 느려지는 것을 볼 수 있다.
간접적 외상의 경우 어깨를 과도하게 벌리거나 뒤쪽으로 보내는 동작을 하면 근육피부신경을 신장시킬 수 있다. 이런 병변이 있는 환자의 경우 통증, 감각 감소, 아래팔 가쪽 부분(근육피부신경의 종말가지인 가쪽아래팔피부신경이 감각신경으로 분포)의 저림, 팔꿈치를 굽히는 힘의 감소 등으로 나타나며 티넬징후 양성일 수 있다. 감별진단해야 할 질환에는 팔신경얼기의 C5, C6 신경뿌리 병변으로 인해 벌림, 바깥쪽돌림, 팔꿈치 굽힘이 소실되는 경우가 있다. 반면 위팔두갈래근의 파열로 인해 감각 기능 결함 없이 팔꿈치 굽힘이 소실될 수 있다. 위팔두갈래근 짧은갈래의 파열이 발생하면 (위팔근이 온전한 경우) 팔꿈치를 굽힐 수 있는 힘이 줄어들 수 있다. 위팔두갈래근 긴갈래가 파열되면 (손뒤침근이 온전한 경우) 아래팔 뒤침이 약간 약해진다. 근전도 검사에서는 음성 소견이 나온다.
직접적 외상의 경우 위팔뼈 골절, 총상, 유리 조각에 의한 부상 등에 의해 근육피부신경이 손상될 수 있다.
의원성 신경 손상(위팔뼈를 안쪽으로 고정시키는 정형외과 수술 등의 경우)은 비교적 흔하며 이 중 일부는 필연적인 손상으로 추정된다. 단, 외과적인 해부학에 대한 적절한 지식은 이 빈도를 낮추는 데에 도움이 될 수 있다.
위의 병변들에 대해 신경용해와 신경 이식 등이 치료의 방법이 있다.

## 참고 문헌
이 문서는 현재 퍼블릭 도메인에 속하는 그레이 해부학 제20판(1918) page 935의 내용을 기초로 작성된 글이 포함되어 있습니다.
1. 1 2  Krishna, Garg (2010). 〈8 - Arm〉. 《BD Chaurasia's Human Anatomy (Regional and Applied Dissection and Clinical) Volume 1 - Upper limb and thorax》 Fif판. India: CBS Publishers and Distributors Pvt Ltd. 88쪽. ISBN 978-81-239-1863-1.
2. ↑  Choi D, Rodríguez-Niedenführ M, Vázquez T, Parkin I, Sañudo JR (January 2002). “Patterns of connections between the musculocutaneous and median nerves in the axilla and arm”. 《Clin Anat》 15 (1): 11–7. doi:10.1002/ca.1085. PMID 11835538. S2CID 23969081.
3. ↑  Guerri-Guttenberg RA, Ingolotti M (September 2009). “Classifying musculocutaneous nerve variations”. 《Clin Anat》 22 (6): 671–83. doi:10.1002/ca.20828. PMID 19637305. S2CID 2457543.
4. ↑  Guerri-Guttenberg, Roberto A.; Ingolotti, Mariana (2009). “Classifying musculocutaneous nerve variations”. 《Clinical Anatomy》 22 (6): 671–83. doi:10.1002/ca.20828. PMID 19637305. S2CID 2457543.
5. 1 2 3 4  Celli, Andrea; Celli, Luigi; F Morrey, Bernard (2008년 1월 25일). 〈28 - Traumatic isolated lesions of musculocutaneous nerve〉. 《Treatment of Elbow Lesions: New Aspects in Diagnosis and Surgical Techniques》. Springer. 299–302쪽. ISBN 9788847005914. 2018년 1월 26일에 확인함.
6. ↑  Zhang J, Moore AE, Stringer MD (April 2011). “Iatrogenic upper limb nerve injuries: a systematic review”. 《ANZ Journal of Surgery》 81 (4): 227–36. doi:10.1111/j.1445-2197.2010.05597.x. PMID 21418465. S2CID 25443502.